# Ritchiea quarrei
Ritchiea quarrei är en kaprisväxtart som beskrevs av Ernst Wilczek. Ritchiea quarrei ingår i släktet Ritchiea och familjen kaprisväxter. Inga underarter finns listade i Catalogue of Life.